# パラジウム炭素
パラジウム炭素（パラジウムたんそ、palladium on carbon）とは、パラジウム触媒を有機合成で用いる際の一形態で、活性炭を担体としてその上にパラジウム(0)を分散、担持させたもののこと。水素化還元反応などに用いられる。反応式では Pd/C, Pd-C などと表される。パラジウムカーボン、パラジウム炭（パラジウムたん）とも呼ばれる。

## 調製
パラジウム炭素は、用途に応じてさまざまな含有率、活性を持つものが市販されている。また、実験室で調製することもできる。典型的な調製法として、塩化パラジウム(II)の濃塩酸溶液と、硝酸で洗浄した活性炭とをよく混合し、還元剤として水素あるいはホルムアルデヒドを作用させた後にろ取、乾燥する方法が知られている。なお、パラジウム炭素は、乾くと発火して危険なので、水を加えたものが市販されている。特に使用後は溶媒が揮発して乾燥しやすいため、水に浸しておくなどして発火を防ぐ必要がある。

## 用途
オレフィンからアルカンへの水素化、ニトロ化合物から一級アミンへの水素化還元、ベンジル基やベンジルオキシカルボニル基の加水素分解による脱保護、芳香環に結合した塩素などのハロゲンの水素への置換など、水素化全般の触媒として用いられる。カップリング反応の触媒とされる例もある。

## 関連物質
パラジウム(0)の担体としては他にシリカゲルやアルミナ、硫酸バリウム、炭酸カルシウムなどが用いられる。炭酸カルシウムを担体とした触媒は特にリンドラー触媒と呼ばれ、アルキンからアルケンへの部分水素化を触媒する。リン配位子部位を含むポリマーにパラジウム(0)を持たせたものも触媒として市販されるようになっている。
水酸化パラジウム (Pd(OH)2) を活性炭に担持させたものはパールマン触媒 (Pearlman's catalyst) と呼ばれ、保護基の加水素分解に使われる。